# Piedras Negras
Piedras Negras (dawniej Ciudad Porfiro Díaz) – miasto w północnym Meksyku, w stanie Coahuila, nad rzeką Rio Grande, naprzeciw teksańskiego miasta Eagle Pass, z którym jest połączone mostem Eagle Pass – Piedras Negras International Bridge.

## Współpraca
- Sandy, Stany Zjednoczone
- Monterrey, Meksyk